# Ipe (logiciel)
Pour les articles homonymes, voir IPE.
Ipe est un éditeur d'image vectorielle libre servant à créer des images dans les formats PDF ou EPS.
Il peut être utile pour créer des petites images à inclure dans les documents LaTeX aussi bien que pour faire des présentations PDF. Il a été développé par Otfried Cheong en 1993. Originellement, il fonctionnait exclusivement sous des environnements de travail SGI. Ipe 6 a été amélioré en 2003 et a remplacé son format de fichier en XML capable d'être intégré dans les documents PDF et EPS. Cette version peut être compilée sous Windows, Mac OS X et UNIX. La distribution Fink contient Ipe 6. Ipe laisse ses utilisateurs dessiner des objets géométriques comme des lignes brisées, des arcs, des courbes et du texte incurvé.